# Журавлиное (Волынская область)
Журавли́ное (укр. Журавлине) — село в Смидинской сельской общине Ковельского района Волынской области Украины.
Прежнее название — Шайно. По преданию, село основал граф Шаин.
Код КОАТУУ — 0725081801. Население по переписи 2001 года составляет 514 человек. Почтовый индекс — 44455. Телефонный код — 3346. Занимает площадь 3,035 км².

## История
В 1946 году указом ПВС УССР село Шайно переименовано в Журавлиное.
До 2020 года входило в Старовыжевский район.